# Liv Morgan
Gionna Jene Daddio (Paramus, New Jersey, 8 juni 1994), beter bekend als Liv Morgan, is een Amerikaans professioneel worstelaar die sinds 2014 actief is in de World Wrestling Entertainment. Morgan stond bekend met Ruby Riott en Sarah Logan als The Riot Squad. In 2019 werd het team gesplit, omdat Riott maanden lang inactief was wegens een blessure. Morgan en Riott gingen in 2020, tot 2021, verder als duo, omdat Logan van haar contract werd vrijgegeven door WWE in april 2020. Morgan volgt nu een solo carrière, omdat Riott vrijgegeven werd van haar contract in juni 2021.

## Andere media
Morgan maakte haar debuut in de videogame WWE 2K19 en maakte verschijningen in WWE 2K20 en WWE 2K Battlegrounds.

## Prestaties
- Pro Wrestling Illustrated
  - Gerangschikt op nummer 12 van de top 150 vrouwelijke worstelaars in de PWI Women's 150 in 2024[5]
- WWE
  - WWE Money In The Bank (2022)
  - WWE Women's Crown Jewel Championship (1 keer, inaugureel)
  - WWE Women's Tag Team Championship (4 keer) - met Raquel Rodriguez
  - WWE SmackDown Women's Championship (2 keer)[6]

## Filmografie
- Chucky (2022); tv-serie, 1 afl.
- The Kill Room (2023)